# Arany (település)

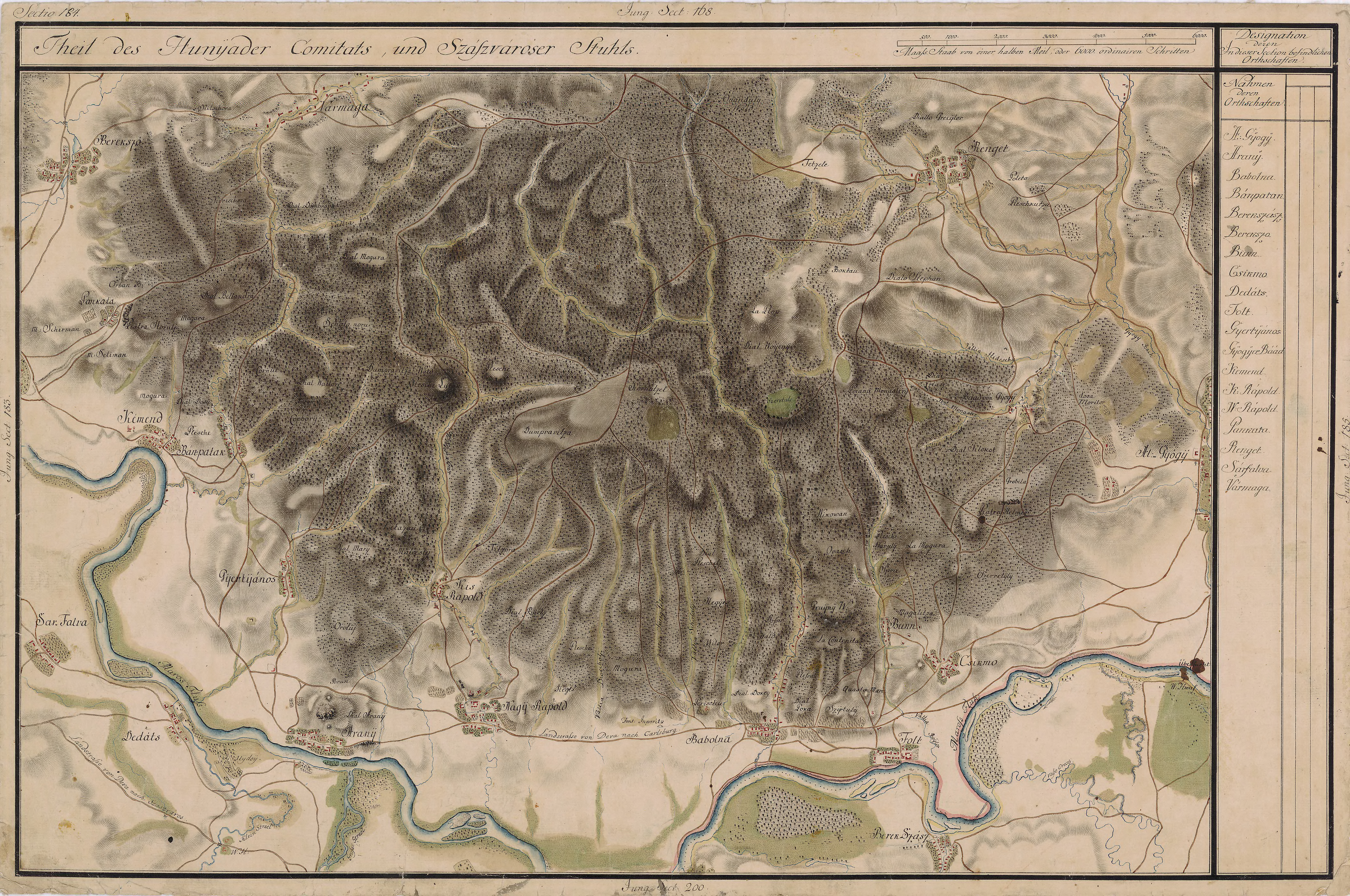
Arany környéke 1764-1785 között

Arany (románul: Uroi) falu Romániában, Erdélyben, Hunyad megyében.

## Fekvése
Piskitől két kilométerre, a Maros északi partján, az Erdélyi Érchegység lábánál fekszik.

## Nevének eredete
Személynévi eredetű. Először 1333-ban Aran, majd 1360-ban Aryan formában jegyezték föl. Román neve először 1750-ben tűnik föl, Uroju alakban.

## Története
A Kenyér-hegy Nagyrápolt felé eső oldalán feküdt a rómaiak Petrae nevű települése. A falut a középkorban valószínűleg magyarok lakták. 1332-1337 között neve szerepelt a pápai tizedjegyzékben is. 1333-ban egy oklevél említette Hunyad megye szolgabíráját is, aki aranyi nemes volt.
Saját református papjáról csak 1640 körül esik említés, egyháza később mindig Nagyrápolt filiája volt. 1733-ban harminc unitus, 1760–62-ben 55 ortodox család lakta. Lakói egy részét a birtokosok 1748-ban sószállításra kötelezték. Ezután 1777-ben 17 egészséges és hét balesetben megsérült, 1810–11-ben kilenc egészséges és négy hajóvontatásra kötelezett jobbágyot írtak össze. A parasztok 1784-ben feldúlták Miske Sámuel és Méra Zsigmond nemesek házát. Legnagyobb birtokosai 1909-ben Földváry Sándorné, Sándor Lajos és Fáy Béla voltak.

## Látnivalók
- A falutól északkeletre emelkedő Kenyér-hegy (Aranyi-hegy, Aranyi-Magura) impozáns tömbje uralja a környék látképét. A hegyet alkotó negyedkori trachiandezitet már a rómaiak is bányászták, mára viszont felhagytak kitermelésével. Az idők folyamán az egykori hegy 40%-át elpusztították. Jellemző lelőhelye a pszeudobrookit nevű ásványnak, amelyet Koch Antal az itt talált minta alapján írt le 1878-ban. 2006-ban két gráci geológus új ásványfajként írta le az itt talált fluoromagneziohastingsitet.[3] A homoki vipera előfordulása miatt természetvédelmi területté nyilvánították.
- A hegy lábánál, a falu keleti végében, az országút mellett találhatóak a 16. században épült aranyi vár maradványai. A várat először 1590-ben említették, a 17. század első felében akkori földesura, Kapi András megerősítette. Bél Mátyás még mint előkelő és jól védhető várról írt róla, Benkő József 1780-ban azonban már úgy tudta, a település lakói nagyrészt széthordták köveit.
- A Maros partján fekvő szép, faerkélyes ortodox temploma a 19. században épült.

## Népessége
- 1900-ban 522 lakosából 458 volt román és 59 magyar nemzetiségű; 458 ortodox, 34 református, 16 római katolikus és 14 zsidó vallású.
- 2002-ben 400 lakosából 394 volt román nemzetiségű; 359 ortodox, 24 pünkösdista, 9 baptista és 5 római katolikus vallású.

## Képek

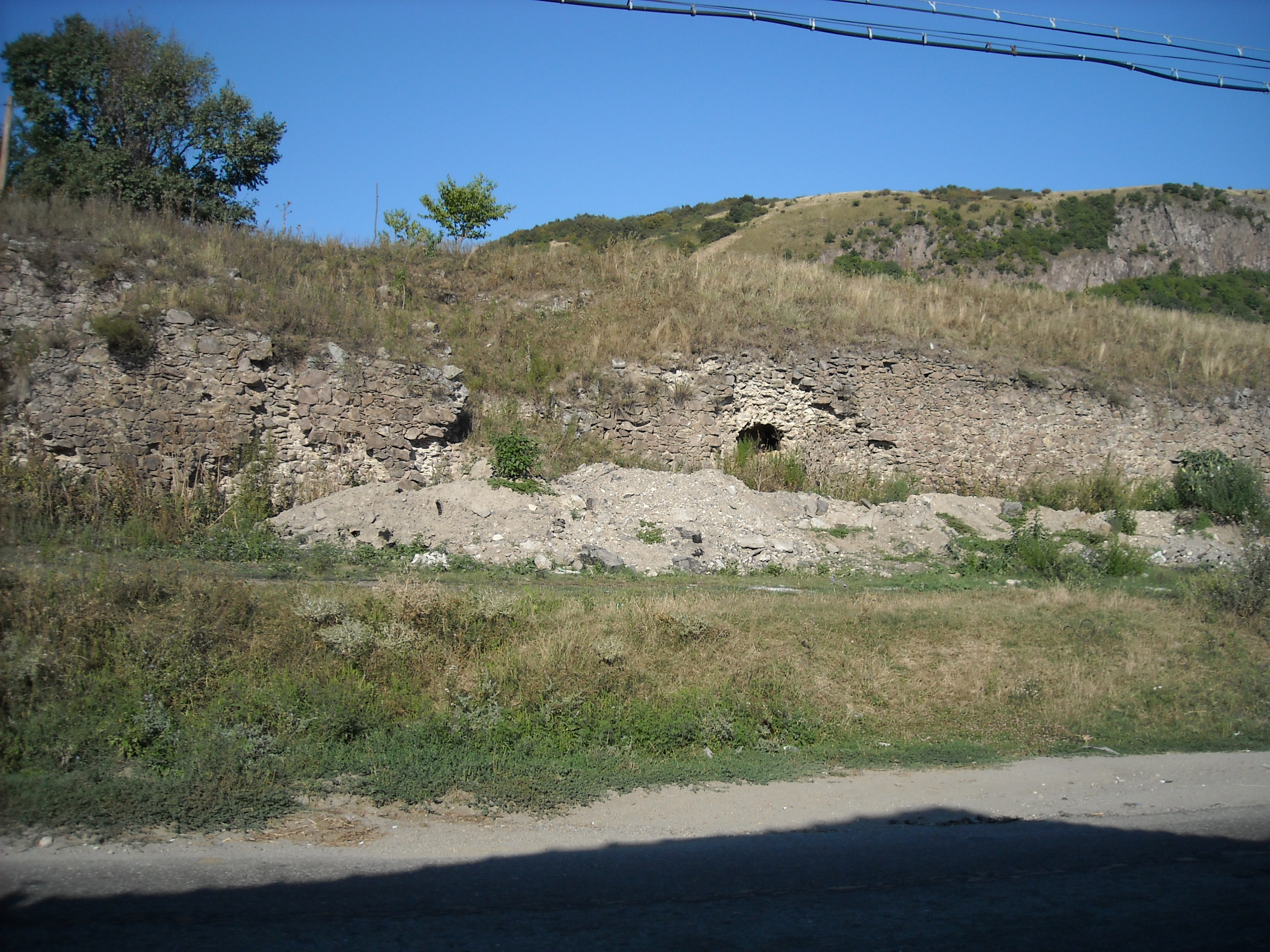
A várrom
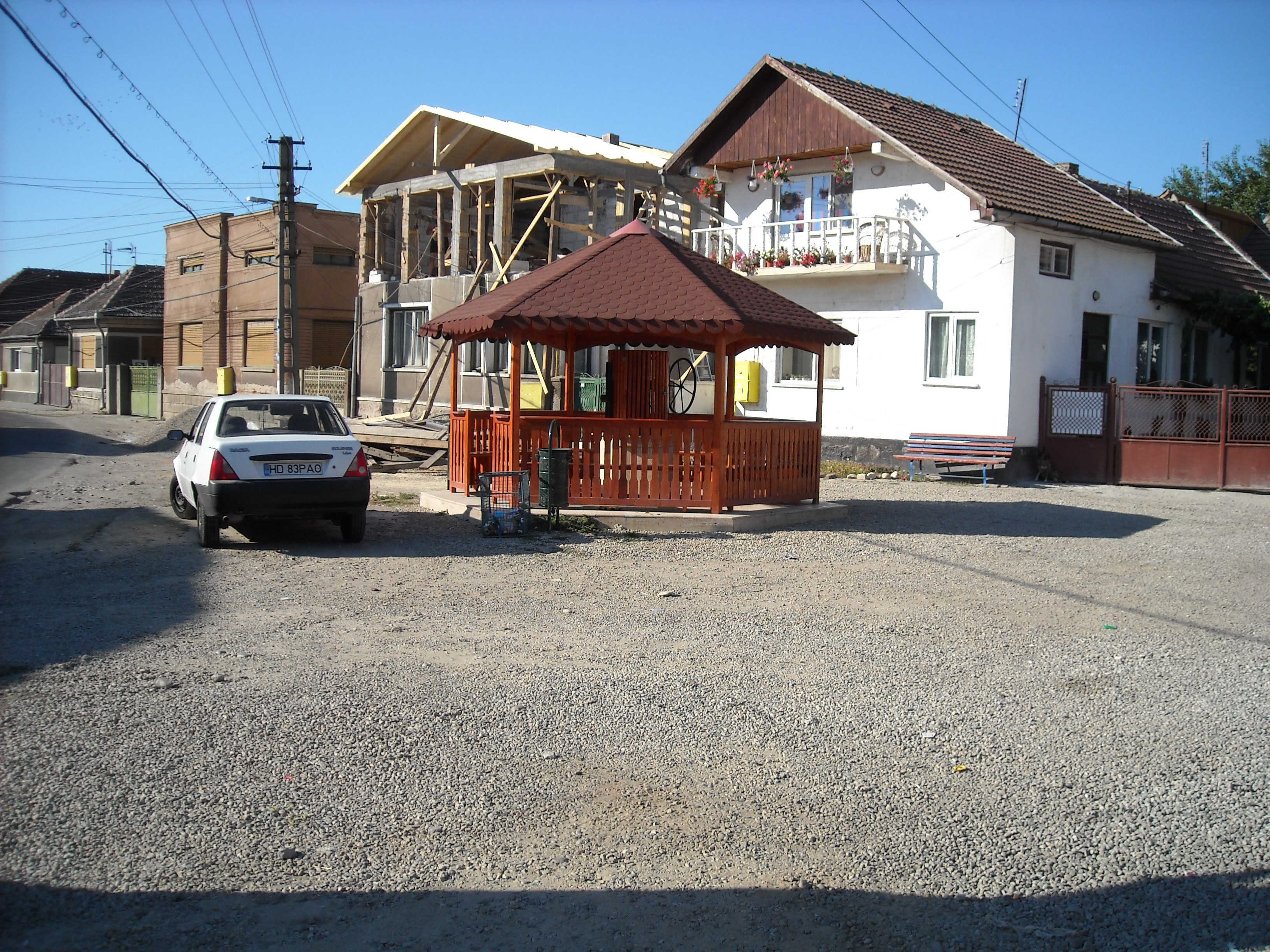
Kerekes kút a falu főterén
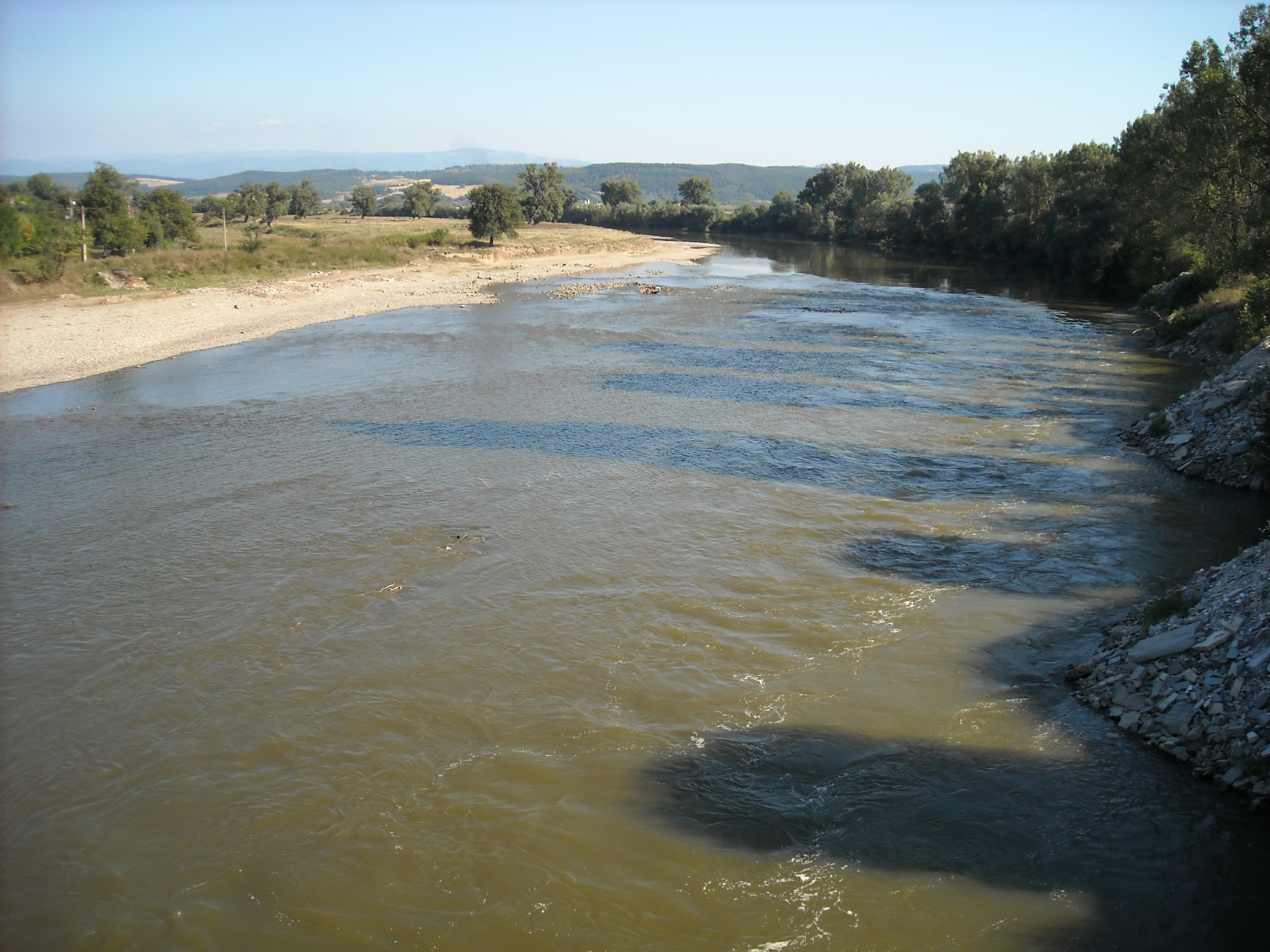
A Maros Aranynál
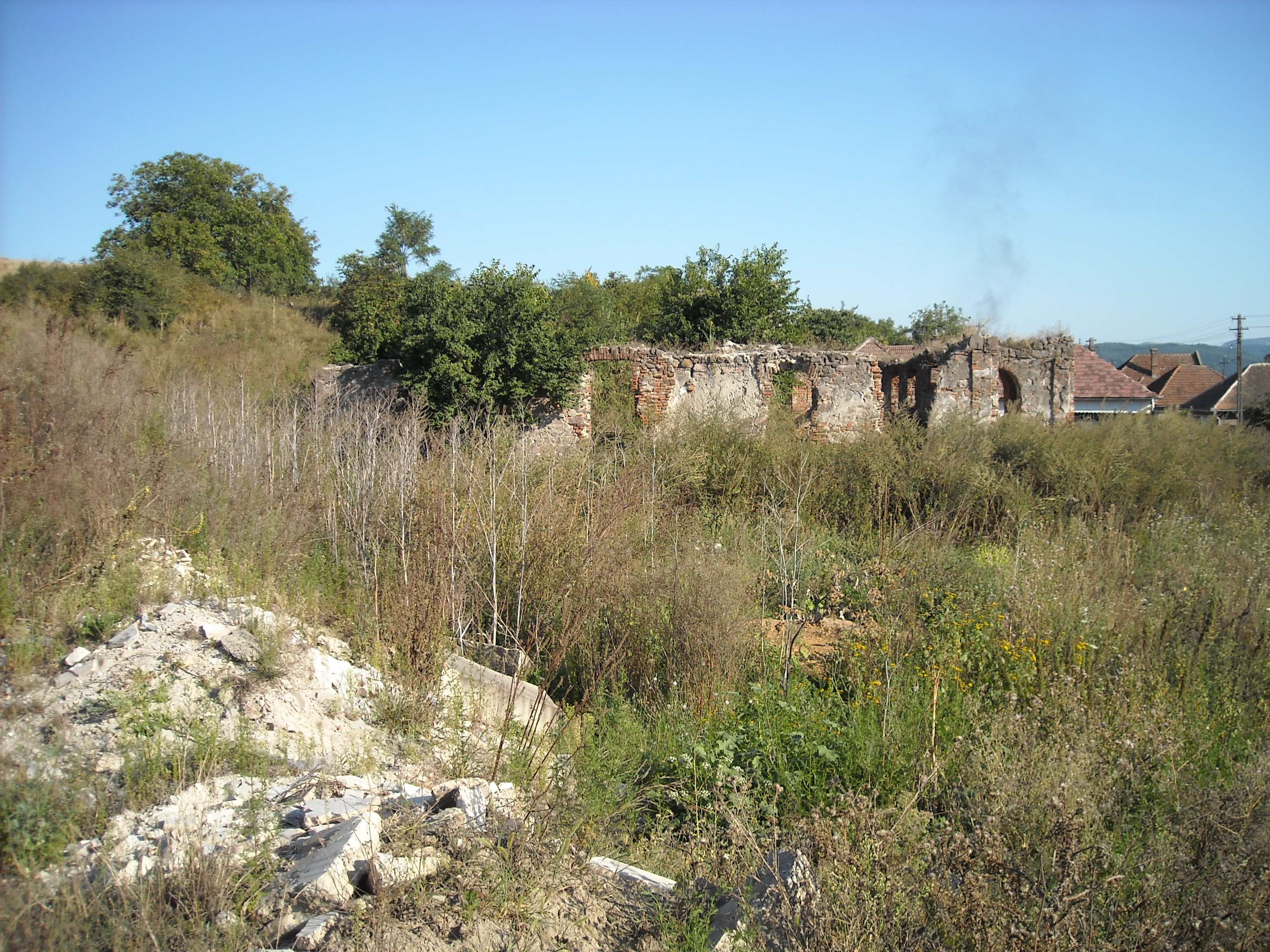
Udvarház romjai a faluban
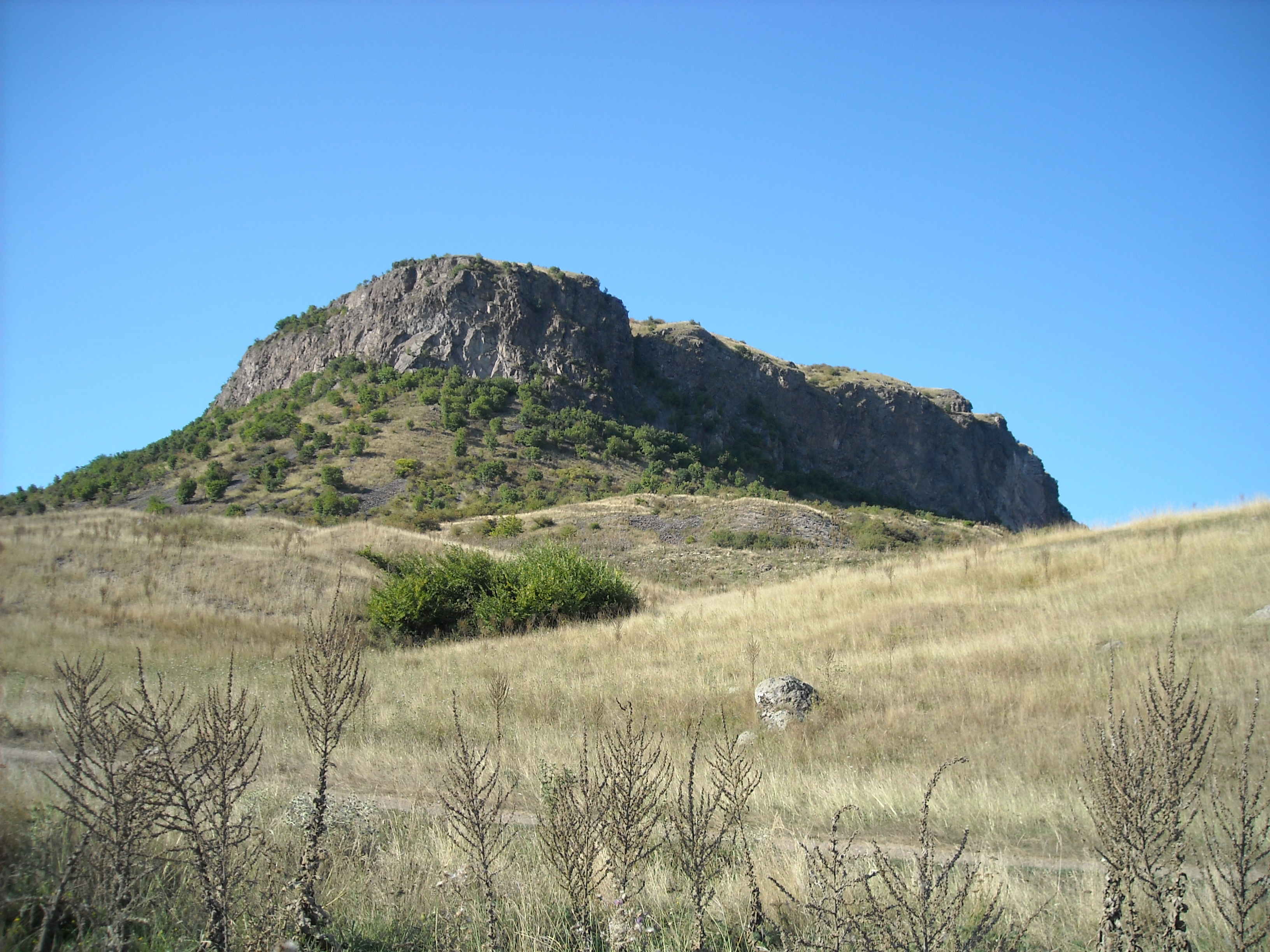
A hegy Nagyrápolt felőli oldala
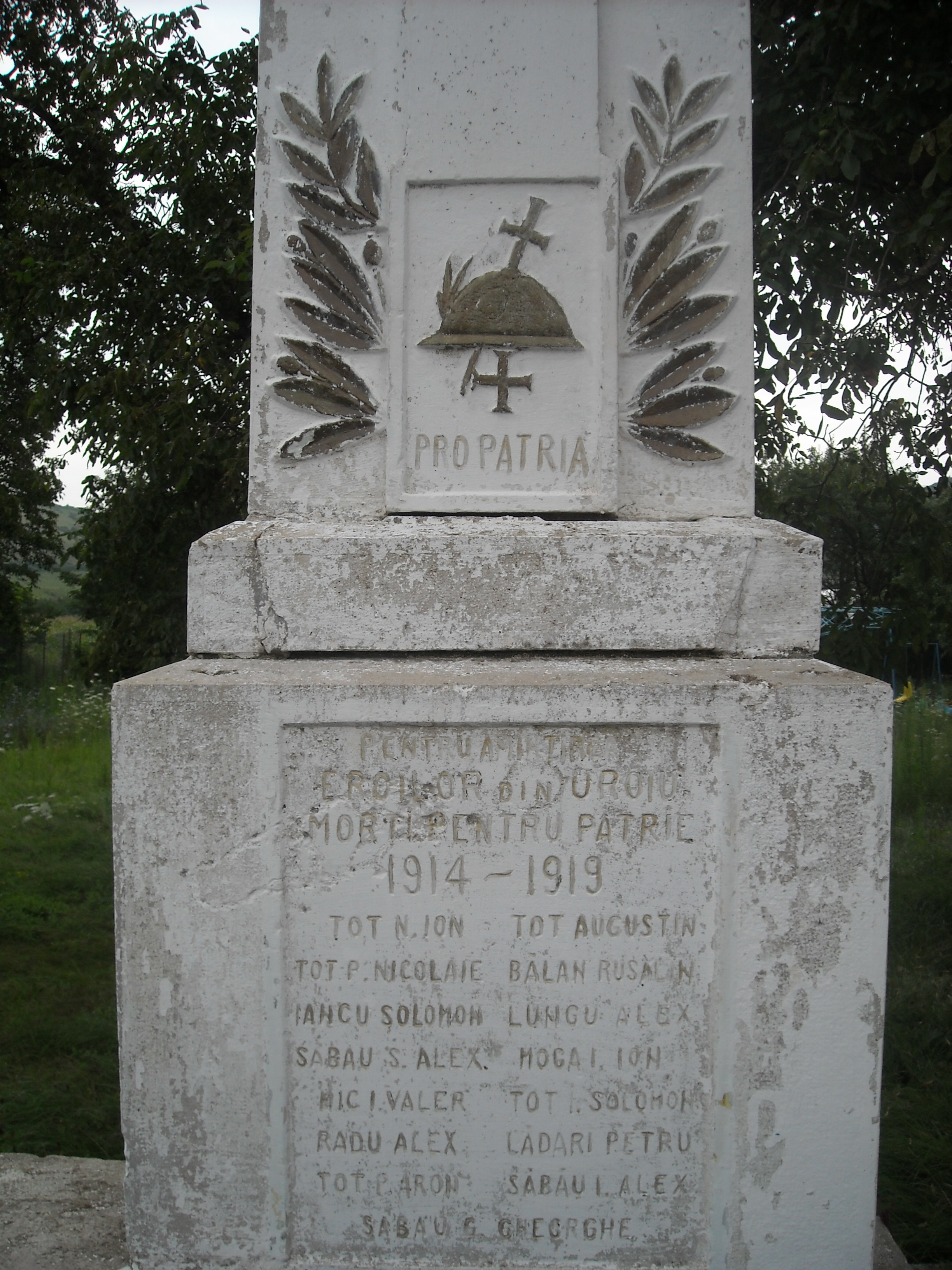
I. világháborús emlékmű
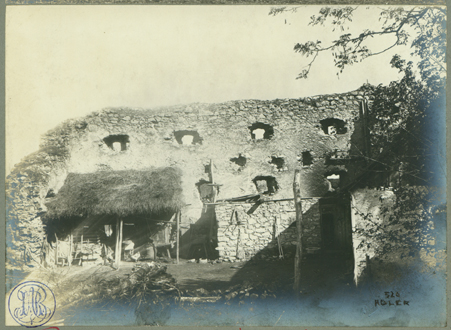
A vár romjai a 20. század elején (Adler Lipót felvétele)